# Emil Jannings
Emil Jannings, nascut Theodor Friedrich Emil Janenz (Rorschach, 23 de juliol de 1884 – Strobl, 3 de gener de 1950) fou un actor de teatre i de cinema alemany nascut a Suïssa. Va ser el primer a rebre un Oscar al millor actor i és un dels actors més importants de l'era del cinema mut. Entre 1926 i 1929 treballà a Hollywood. En tornar a Alemanya simpatitzà amb el règim nazi i fou un dels consellers de la Universum Film-Aktiengesellschaft (UFA), els estudis de cinema controlats per Goebbels com a arma de propaganda. Amb la fi de la Segona Guerra Mundial i la derrota d'Alemanya, la seva carrera caigué en desgràcia.
Participà en les següents pel·lícules, entre moltes altres:
- Anna Boleyn (1920), d'Ernst Lubitsch
- Othello (1922), de Dimitri Buchowetzki
- Der letzte Mann (1924), de F. W. Murnau
- Faust (1926), de F. W. Murnau
- Herr Tartüff (1926), de F. W. Murnau
- The Way of All Flesh (1927) de Victor Fleming
- The Last Command (1928), de Josef von Sternberg
- Sins of the Fathers (1928), de Ludwig Berger
- The Patriot (1928), d'Ernst Lubitsch
- Der blaue Engel (1930), de Josef von Sternberg

## Premis i nominacions

### Premis
- 1929: Oscar al millor actor per The Last Command i The Way of All Flesh
- 1937: Copa Volpi per la millor interpretació masculina per Der Herrscher